# Catalizador de Herrmann
El catalizador de Herrmann es un compuesto de organopaladio catalizador popular para la reacción de Heck. Es un sólido amarillo estable al aire que es soluble en disolventes orgánicos. En condiciones de catálisis, el grupo acetato se pierde y el enlace Pd-C sufre protonolisis, dando lugar a una fuente de "PdP(o-tol)3".
El complejo se forma por reacción de tris(o-tolil)fosfina con acetato de paladio (II):
{\displaystyle \mathrm {Pd(OAc)_{2}\ +2\ P(o-tol)_{3}\ {\xrightarrow {\ }}Pd_{2}(OAc)_{2}[P(-C_{6}H_{4}CH_{2}-)(o-tol)_{2}]_{2}\ +2\ AcOH} }
Se han desarrollado muchos análogos del catalizador de Hermann, como diversos paladaciclos obtenidos de 2-aminobifenilo.